# Selwyn Sese Ala
Selwyn Sese Ala (Ambae, 14 de agosto de 1986 – 10 de novembro de 2015) foi um futebolista vanuatuense que atuava na defesa.

## Carreira internacional
Selwyn jogou sua primeira partida internacional contra a Nova Caledônia, em 24 de janeiro de 2011, num jogo que terminou em empate por 0 a 0.

## Morte
Selwyn morreu em 10 de novembro de 2015, em que a causa de morte foi reportada como sendo suicídio.

## Vida pessoal
Ele tinha um primo, Kensi Tangis, que também possui convocações para a seleção nacional.